# Пиппард, Брайан
Альфред Брайан Пиппард (англ. Brian Pippard; 7 сентября 1920, Лондон — 21 сентября 2008, Кембридж) — британский физик, член Лондонского Королевского Общества, Кавендишский профессор физики в Кембриджском университете (1971—1982). Первый президент и почётный член Клэр Холл (Clare Hall) (Кембридж).

## Биография
Брайан Пиппард учился в Клифтон-Колледже и Клэр-Колледже в Кембридже, где получил степень магистра искусств и доктора философии (научный руководитель Дэвид Шенберг). Во время второй мировой войны был научным сотрудником, занимался радиолокационными исследованиями. Занимал должности ассистента (1946), преподавателя (1950), лектора (1959) физики в Кембриджском университете и был первым Джон Хамфри Пламмер профессором (John Humphrey Plummer professor) физики. В 1971 году избран Кавендишским профессором физики.
Пиппард продемонстрировал реальность, в противоположность простой абстрактной модели, поверхности Ферми в металлах, установив форму поверхности Ферми меди путём измерения отражения и поглощения микроволнового электромагнитного излучения (Аномальный скин-эффект). Ввёл понятие длины когерентности в сверхпроводниках в предложенном им нелокальном обобщении уравнений Лондонов, описывающих электродинамику сверхтекучих жидкостей и сверхпроводников (Уравнение Пиппарда). Нелокальное ядро, предложенное Пиппардом, (которое было получено на основе нелокального обобщения Чемберса закона Ома) может быть строго обоснованно в рамках теории сверхпроводимости БКШ (Бардина, Купера и Шриффера) (исчерпывающее описание деталей теории Лондона — Пиппарда можно найти в книге Феттера и Валецки). Научную деятельность А. Б. Пиппард совмещал с педагогической и административной.
Пиппард — автор монографий «Элементы классической термодинамики для подготовленных студентов физиков», «Динамика электронов проводимости» и «Физика колебаний». Он также является соавтором трёхтомной энциклопедии «Физика XX века». Как Кавендишский профессор физики в Кавендишской лаборатории Кембриджского университета, он составил «Кавендишские задачи по классической физике», в значительной степени базирующиеся на экзаменационных вопросах для студентов-физиков Кембриджа.
Пиппард был научным руководителем Брайана Дэвида Джозефсона (получил докторскую степень по физике в 1964), который в 1973 получил Нобелевскую премию по физике (вместе с Лео Эсаки и Айваром Джайевером) за открытие эффекта Джозефсона.

## Некрологи
- Аnthony Tucker, Sir Brian Pippard, The Guardian, Wednesday, 25 September 2008,  Архивная копия от 28 декабря 2021 на Wayback Machine.
- John Waldram, Professor Sir Brian Pippard (1920—2008), News and Events, University Offices, University of Cambridge, 24 September 2008, .
- Professor Sir Brian Pippard (1920—2008), Cambridge Network, 25 September 2008,  (Reproduced from University of Cambridge Office of Communications).
- John Waldram, Brian Pippard (1920—2008): Low-temperature physicist who excelled in subtle intuitive concepts, Nature 455, 1191 (30 October 2008),  Архивная копия от 25 мая 2011 на Wayback Machine.
- Professor Sir Brian Pippard, Telegraph, 23 September 2008,  Архивная копия от 28 декабря 2021 на Wayback Machine.
- Professor Sir Brian Pippard: Cambridge physicist, The Times, 25 September 2008.
- Richard Eden, Professor Sir Brian Pippard: Physicist who proved the existence of the Fermi surface and was the first President of Clare Hall, Cambridge, The Independent, Tuesday, 7 October 2008.
- Hamish Johnston, Sir Brian Pippard: 1920—2008, PhysicsWorld, 24 September 2008.